# كيناز أورورا A
كيناز أورورا أ المعروف أيضًا باسم كيناز سيرين/ثريونين-بروتين 6 هو إنزيم يتم ترميزه في البشر بواسطة جين AURKA .  
أورورا أ هو عضو في عائلة كينازات سيرين / ثريونين الانقسامية. إنه يشارك في عمليات مهمة أثناء الانقسام المتساوي والانقسام الاختزالي حيث أن وظيفته المناسبة هي جزء لا يتجزأ من تكاثر الخلايا الصحي. يتم تنشيط Aurora A بواسطة فسفرة واحدة أو أكثر  ويبلغ نشاطه ذروته أثناء الانتقال من الطور G2 إلى الطور M في دورة الخلية. 

## الاكتشاف
تم التعرف على أورورا كايناز لأول مرة في عام 1990 أثناء فحص الحمض النووي الريبوزي منقوص الأكسجين لبيض زينوبس. يُشار الآن إلى الكيناز المكتشف، Eg2، باسم Aurora A.  ومع ذلك، لم يتم التعرف على الأهمية الانقسامية والانقسامية لـ Aurora A حتى عام 1998.

## عائلة كيناز أورورا
يحتوي الجينوم البشري على ثلاثة أعضاء من عائلة كيناز أورورا: كيناز أورورا أ، كيناز أورورا ب، كيناز أورورا سي. من ناحية أخرى، تحتوي جينومات Xenopus و Drosophila و Caenorhabditis elegans على نظائر فقط لجينات Aurora A وAurora B.
في جميع الأنواع المدروسة، توجد كينازات الانقسام الثلاثة أورورا في الجسم المركزي  أثناء مراحل مختلفة من الانقسام الفتيلي. تمتلك أفراد العائلة مجالات تحفيزية طرفية كربونية محفوظة بدرجة عالية. ومع ذلك، تظهر المجالات الطرفية الأمينية الخاصة بهم درجة كبيرة من التباين في الحجم والتسلسل.
على الرغم من وجود أدلة تشير إلى أن Aurora C قد يكون بروتين مسافر كروموسومي، إلا أن وظيفته الخلوية أقل وضوحًا.
تلعب كينازات أورورا A و أورورا B دورًا مهمًا في عملية الانقسام المتساوي. يرتبط Aurora kinase A بنضج الجسم المركزي وانفصاله وبالتالي ينظم تجميع المغزل واستقراره. إن Aurora kinase B هو بروتين مسافر للكروموسوم وينظم فصل الكروموسومات وانقسام السيتوبلازم.

## التوطين
تتواجد أورورا A بجوار الجسم المركزي في وقت متأخر من الطور G1 وفي وقت مبكر من الطور S. مع تقدم دورة الخلية، تزداد تركيزات أورورا A ويرتبط الكيناز بالأقطاب الانقسامية والأنابيب الدقيقة المغزلية المجاورة. تظل الشفق القطبي A مرتبطة بالمغازل خلال الطور النهائي.  قبل الخروج الانقسامي مباشرة، تنتقل أورورا A إلى المنطقة الوسطى من المغزل. 

## الانقسام المتساوي
أثناء الانقسام المتساوي، يتم تجميع المغزل الانقسامي باستخدام الأنابيب الدقيقة لربط الجسم المركزي الأم مع ابنته. يتم بعد ذلك استخدام المغزل الانقسامي الناتج لدفع الكروموسومات الشقيقة بعيدًا عن بعضها البعض إلى ما سيصبح الخليتين الابنتين الجديدتين. يعتبر Aurora A ضروريًا للتكوين السليم للمغزل الانقسامي. وهو مطلوب لتجنيد العديد من البروتينات المختلفة المهمة لتكوين المغزل. من بين هذه البروتينات المستهدفة TACC، وهو بروتين مرتبط بالأنابيب الدقيقة يعمل على تثبيت الأنابيب الدقيقة المركزية، و Kinesin 5، وهو بروتين حركي يشارك في تكوين المغزل الانقسامي ثنائي القطب.  يتم أيضًا تجنيد γ-tubulins ، البنية الأساسية التي تتبلمر منها الأنابيب الدقيقة المركزية، بواسطة Aurora A. بدون Aurora A لا يجمع الجسم المركزي كمية γ-tubulins التي تجندها الجسيمات المركزية الطبيعية قبل الدخول في الطور الانفصالي . على الرغم من أن دورة الخلية تستمر حتى في غياب كمية كافية من γ-tubulin، فإن الجسم المركزي لا ينضج بشكل كامل أبدًا؛ فهو ينظم عددًا أقل من الأنابيب الدقيقة النجمية عن المعدل الطبيعي. 
علاوة على ذلك، فإن Aurora A ضروري للفصل السليم للجسيمات المركزية بعد تشكيل المغزل الانقسامي. بدون Aurora A، فإن المغزل الانقسامي، اعتمادًا على الكائن الحي، لن ينفصل أبدًا أو سيبدأ في الانفصال فقط لينهار مرة أخرى على نفسه.  وفي الحالة الأولى، اقترح أن Aurora A يتعاون مع كيناز Nek2 في Xenopu s لإذابة البنية التي تربط الجسيمات المركزية للخلية معًا. لذلك، بدون التعبير الصحيح عن Aurora A، لن تتمكن الجسيمات المركزية للخلية من الانفصال أبدًا. 
كما تضمن Aurora A أيضًا التنظيم والمحاذاة المناسبة للكروموسومات أثناء الطور الاستوائي . فهو يشارك بشكل مباشر في تفاعل الحركية، وهو جزء من الكروموسوم الذي يرتبط به المغزل الانقسامي ويسحبه، والأنابيب الدقيقة الممتدة للمغزل الانقسامي. ومن المتوقع أن تتعاون أورورا B مع أورورا A لإكمال هذه المهمة. في غياب Aurora A mad2، وهو بروتين يتبدد عادةً بمجرد إنشاء اتصال مناسب بين الخلايا الحركية والأنابيب الدقيقة، يظل موجودًا حتى في الطور الاستوائي. 
ومن المثير للاهتمام أن إلغاء Aurora A من خلال تداخل RNAi يؤدي إلى ظهور أنماط طفرات مختلفة في الكائنات الحية وأنواع الخلايا المختلفة.  على سبيل المثال، يؤدي حذف Aurora A في C. elegans إلى انفصال أولي لجسيمات الخلية المركزية، يتبعه انهيار فوري للنجوم. في Xenopus ، يمنع الحذف المغزل الانقسامي من التكون على الإطلاق.  وفي ذبابة الفاكهة ، فإن الذباب الذي لا يحتوي على أورورا أ سوف يشكل المغازل بشكل فعال وينفصل، ولكن الأنابيب الدقيقة النجمية سوف تتقزم. تشير هذه الملاحظات إلى أنه في حين أن Aurora-A لديه نظائر في العديد من الكائنات الحية المختلفة، فإنه قد يلعب دورًا مشابهًا ولكنه مختلف قليلاً في كل منها. 
أخيرًا، يساعد Aurora A في تنظيم الخروج من الانقسام المتساوي من خلال المساهمة في إكمال انقسام السيتوبلازم - العملية التي يتم بها انقسام سيتوبلازم الخلية الأم إلى خليتين ابنتين. أثناء انقسام السيتوبلازم، يعود الجسم المركزي الأم إلى منتصف جسم الخلية الانقسامية في نهاية الانقسام المتساوي ويسبب تحرير الأنابيب الدقيقة المركزية من منتصف الجسم. يسمح الإطلاق لعملية الانقسام الفتيلي بالاستمرار حتى اكتمالها. على الرغم من أن الآلية الدقيقة التي تساعد بها Aurora A في انقسام الخلايا غير معروفة، إلا أنه من المعروف جيدًا أنها تنتقل إلى منتصف الجسم مباشرة قبل اكتمال الانقسام المتساوي. 

## الانقسام المنصف
يوجه فسفرة Aurora A ترجمة البولي أدينيلات السيتوبلازمية لـ mRNA، مثل بروتين كيناز كيناز MAP kinase kinase MOS، والتي تعد حيوية لإكمال الانقسام الاختزالي في بويضات Xenopus.  قبل الطور الانقسامي الأول، يحفز Aurora A تخليق MOS. يتراكم بروتين MOS حتى يتجاوز عتبة معينة ثم يقوم بنقل سلسلة الفسفرة في مسار كيناز الخريطة. وتعمل هذه الإشارة بعد ذلك على تنشيط كيناز RSK الذي يرتبط بدوره بالبروتين Myt1. الآن أصبح Myt1، في المجمع مع RSK، غير قادر على تثبيط cdc2 . ونتيجة لذلك، يسمح cdc2 بالدخول إلى الانقسام الاختزالي.  تنظم عملية مماثلة تعتمد على Aurora A الانتقال من الانقسام الاختزالي الأول إلى الانقسام الاختزالي الثاني.
علاوة على ذلك، لوحظ أن Aurora A لديه نمط ثنائي الطور من التنشيط أثناء التقدم عبر الانقسام الاختزالي. وقد اقترح أن التقلبات أو المراحل التي يمر بها تنشيط Aurora A تعتمد على آلية التغذية الراجعة الإيجابية مع بروتين كيناز مرتبط بـ p13SUC1 

## ترجمة البروتين
لا يشارك Aurora A فقط في ترجمة MOS أثناء الانقسام الاختزالي، بل يشارك أيضًا في تعدد الأدينيلات والترجمة اللاحقة لـ mRNAs العصبية التي ترتبط منتجاتها البروتينية باللدونة المشبكية. 

## الأهمية السريرية
لقد ارتبط خلل تنظيم جين Aurora A بارتفاع معدل الإصابة بالسرطان. على سبيل المثال، أظهرت إحدى الدراسات الإفراط في التعبير عن Aurora A في 94 بالمائة من نمو الأنسجة الغازية في سرطان الثدي، في حين أن الأنسجة المحيطة السليمة كان لديها مستويات طبيعية من التعبير عن Aurora A. وقد ثبت أيضًا أن Aurora A يشارك في التحول الظهاري المتوسطي والتحول العصبي الصماوي لخلايا سرطان البروستاتا في المرض العدواني.
تعتبر الطفرات في منطقة الكروموسوم التي تحتوي على Aurora A، 20q13، بشكل عام ذات تشخيص سيئ.
قد يؤدي خلل تنظيم Aurora A إلى الإصابة بالسرطان لأن Aurora A مطلوب لإكمال انقسام السيتوبلازم. إذا بدأت الخلية بالانقسام المتساوي، وتضاعف حمضها النووي، ولكنها بعد ذلك لا تستطيع الانقسام إلى خليتين منفصلتين، فتصبح غير صبغية - تحتوي على عدد كروموسومات أكثر من الطبيعي. يعد اختلال الصيغة الصبغية سمة مميزة للعديد من الأورام السرطانية. عادةً، يتم التحكم في مستويات التعبير عن Aurora A بواسطة بروتين قمع الورم p53 .
أوسيميرتينيب وروسيليتينيب ، وهما عقاران مضادان للسرطان لعلاج سرطان الرئة ، يعملان عن طريق إيقاف مستقبلات عامل نمو البشرة (EGFR) المتحورة، والتي تقتل الأورام السرطانية في البداية، ولكن الأورام تعيد توصيل وتنشيط كيناز أورورا أ، لتصبح أورامًا سرطانية مرة أخرى. وفقًا لدراسة أجريت عام 2018، فإن استهداف كل من EGFR وAurora يمنع عودة الأورام المقاومة للأدوية. 

## التفاعلات
لقد ثبت أن كيناز Aurora A يتفاعل مع:
 

## روابط خارجية
- تفاصيل أكثر عن AURKA على موقع متصفح جينوم جامعة كاليفورنيا سانتا كروز [الإنجليزية].

- PDBe-KB provides an overview of all the structure information available in the PDB for Human Aurora kinase A
- PDBe-KB provides an overview of all the structure information available in the PDB for Mouse Aurora kinase A